# Relaciones Paraguay-Venezuela
Las Relaciones Paraguay-Venezuela son las relaciones bilaterales existentes entre la República del Paraguay y la República Bolivariana de Venezuela en el ámbito diplomático, económico, comercial, político, cultural, migratorio entre otros.

## SigloXX
Isaías Medina Angarita fue el primer presidente venezolano que sale al exterior del país en visita oficial en ejercicio de sus funciones. El 17 de julio de 1943, da comienzo a una gira por las naciones bolivarianas: correspondiendo así a las visita de Estado hecha a Venezuela por el presidente paraguayo Higinio Morínigo en 1943.[cita requerida]

## SigloXXI

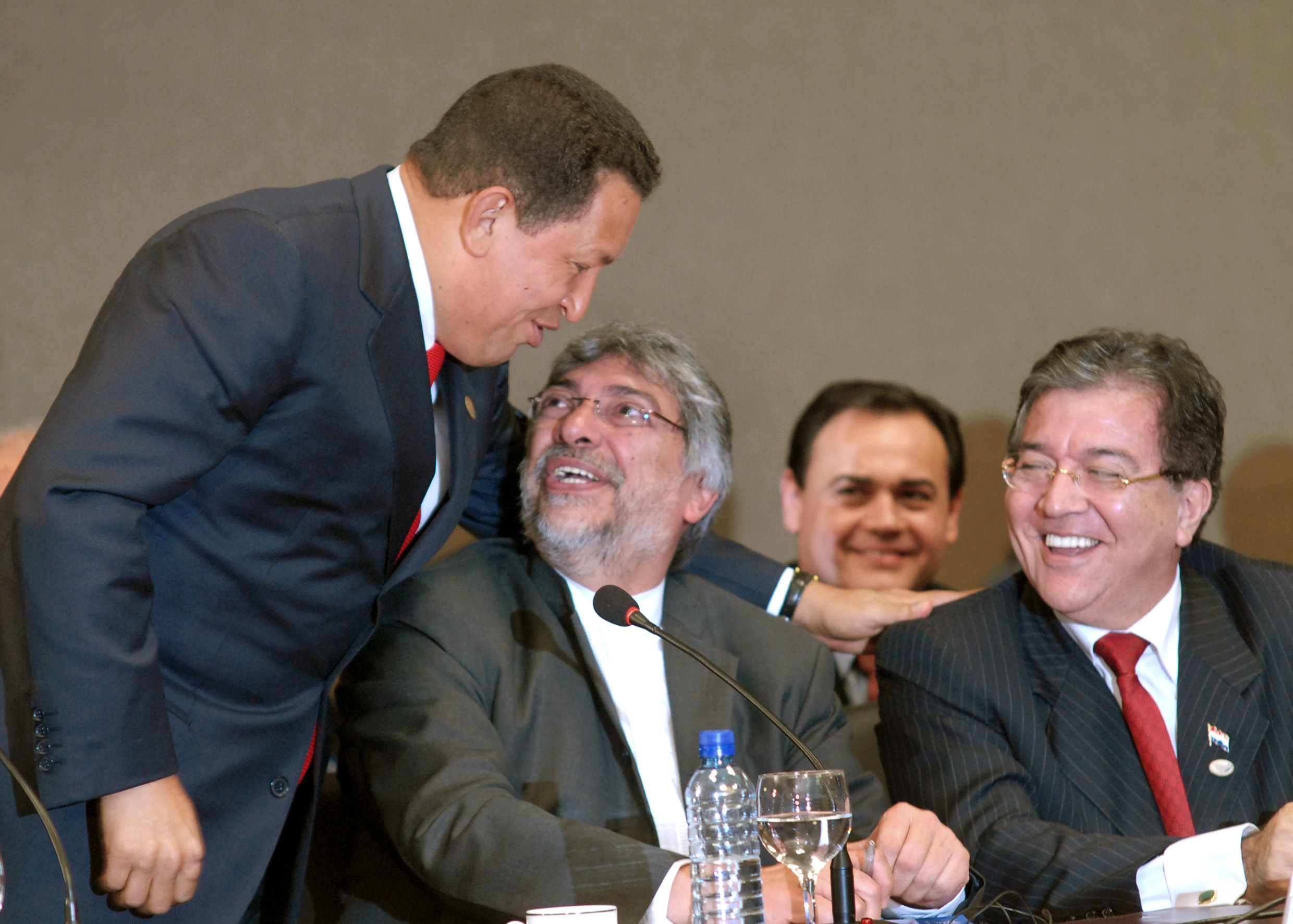
El presidente venezolano Hugo Chávez con el presidente paraguayo Fernando Lugo en una reunión de UNASUR en 2008

Después de la destitución del presidente Fernando Lugo por la Cámara de Diputados de Paraguay y tras la asunción de Federico Franco, Venezuela se encontró entre los gobiernos de la región que retiraron sus embajadores de La Asunción, y el presidente venezolano Hugo Chávez instruyó el cese del envío de petróleo producto del Acuerdo Energético de Caracas. Paraguay apoyó la petición del recuento de votos después de las elecciones en Venezuela de 2013 y de que el candidato opositor Henrique Capriles desconociera los resultados y denunciara irregularidades durante el proceso.
Nicolás Maduro recibió la presidencia pro tempore del Mercosur en julio de 2013 abogando por reintegrar a Paraguay al bloque. Durante las protestas en Venezuela de 2014, el canciller paraguayo Eladio Loizaga manifestó que «no acompañamos ningún tipo de violencia» sino «los procesos democráticos» después de una reunión con el canciller Elías Jaua en Venezuela para fortalecer relaciones bilaterales, asegurando que «el pueblo es el que tiene que decidir a través de las urnas».
Para el 1 de junio de 2016, en vísperas de la reunión convocada por el secretario general de la OEA Luis Almagro para discutir la aplicación de la Carta Democrática Interamericana contra el gobierno de Venezuela, la embajadora paraguaya ante el organismo Eliza Ruíz Díaz adelantó que su gobierno solicitaría como solución a la crisis de Venezuela la realización del referéndum revocatorio solicitado por la coaliación opositora de la Mesa de la Unidad Democrática (MUD), considerando que impediría la salida del país de Mercosur. El líder opositor Henrique Capriles se entrevistó con el presidente paraguayo Horacio Cartes el 13 de junio de 2016, en el marco de una gira entre los países del Mercosur para solicitarse su apoyo ante la posición de la MUD en las venideras reuniones internacionales a las que Paraguay asistiría tanto en la OEA como en el Mercosur. Como se había anunciado, en la reunión del consejo permanente de la OEA del 23 de junio la delegación paraguaya sostuvo que se debía permitir la realización del referendo invocado por la oposición de Venezuela como solución "constitucional, pacífica y electoral" del conflicto en el país, además de darle prioridad al respeto de la separación de poderes y al estado de derecho.
El presidente venezolano Nicolás Maduro reaccionó declarando que no tenía que responder a los reclamos por un referéndum revocatorio al gobierno de un país que carecía de tal figura legal. Por su posición en contra de las posturas autoritarias del gobierno venezolano, el gobierno de Paraguay fue el primero de los miembros fundadores del Mercosur en expresar su oposición a la designación de Venezuela como presidente pro tempore del bloque alegando el incumplimiento de su gobierno de la cláusula democrática  y también fue el primer gobierno en rechazar la "auto proclamación" de la cancillería venezolana como presidente del organismo declarada el 30 de julio tras la declaración de Uruguay de la finalización del plazo de dicho país en el puesto, apoyando la propuesta de Brasil una dirección colegiada que sustituyera de manera temporal la presidencia del bloque. Por el rechazo de los países fundadores del Mercosur a la presidencia de Venezuela del bloque, la canciller venezolana Delcy Rodríguez acusó a los gobiernos de Paraguay, Brasil y Argentina de conformar una "Nueva Triple Alianza" de "extrema derecha" que llevase a cabo una "Operación Cóndor" en contra de los intereses de Venezuela, mientras que el presidente venezolano Maduro fue más lejos y calificó al gobierno paraguayo como una "oligarquía corrupta narcotraficante".
Las declaraciones de Maduro fueron calificadas por el gobierno paraguayo como "términos despectivos e indignantes", generaron una crisis diplomática y la congelación de relaciones entre Venezuela y Paraguay, mientras que se aseguró desde la dirección de política multilateral paraguaya que el término "triple alianza" había "herido los sentimientos nacionales" de los paraguayos. El 29 de septiembre la cancillería paraguaya se suscribió a una declaración conjunta con las cancillerías de Argentina, Brasil, Chile, Perú y México para expresar su preocupación  mutua por las declaraciones del poder electoral venezolano en las que se estipulaba la posibilidad de que de convocarse el referéndum presidencial contra el mandato de Nicolás Maduro, este tendría lugar en el primer trimestre de 2017, dado que ello "afectaría el sentido de la consulta", al tiempo que se ratificaba el apoyo de dichos gobiernos al diálogo entre los venezolanos.
En 2019 Paraguay reconoció a Juan Guaidó como presidente interino de Venezuela.
En 2020, después de la elección de la Comisión Delegada de la Asamblea Nacional de Venezuela, donde a Guaidó y a otros diputados de la Mesa de la Unidad Democrática se les impidió la entrada al Palacio Federal Legislativo, el canciller paraguayo Antonio Rivas condenó la "represión violenta" contra los diputados opositores.
En julio de 2021 el gobierno interino inició el cobro de una deuda de Petropar de Paraguay por 265 millones de dólares, más  intereses, que actualmente está bajo un laudo arbitral en París. En julio de 2023 luego de la exposición de presidente Mario Abdo Benítez, de Paraguay en la III Cumbre UE-CELAC, la vicepresidenta Ejecutiva de la República, Delcy Rodríguez, no estando de acuerdo con lo expuesto, exigió al presidente de Paraguay, Marito Abdo, honrar la deuda que tiene esta nación con Venezuela. Sin embargo la respuesta de Paraguay fue que la deuda con Venezuela no está vencida, dado que el plazo establecido es por 15 años de financiamiento más 2 años de gracia basado en el Convenio Integral de Cooperación del Acuerdo Energético de Caracas otorgado por Chávez.